# Лоренц IV фон Хофкирхен
Лоренц IV фон Хофкирхен (на немски: Lorenz IV von Hofkirchen; * ок. 1606; † началото на 1656) е благородник, фрайхер на Хофкирхен, Долна Бавария, генерал-майор на Курфюрство Саксония, императорски генерал-лейтенант и шведски офицер.

## Биография
Той е третият син на австрийския фрайхер Волфганг фон Хофкирхен (1555– 1611), щатхалтер на Долна Австрия, и съпругата му графиня Анна Доротея фон Йотинген-Йотинген (1563 – 1614), дъщеря на граф Лудвиг XVI фон Йотинген-Йотинген (1508 – 1569) и втората му съпруга Сузана фон Мансфелд-Хинтерорт († 1565), дъщеря на граф Албрехт VII фон Мансфелд-Хинтерорт († 1560) и графиня Анна фон Хонщайн-Клетенберг († 1559).
Лоренц IV получава през 1632 г. от Густав II Адолф графството Йотинген-Валерщайн и се бие през 1632 г. на шведска страна. Той участва в битката при Лютцен (на 6/ 16 ноември 1632) в Саксония-Анхалт. На 9 декември 1636 г. започва императорска служба и става генерал-лейтенант. През 1639 г. той е пленен и през 1642 г. е разменен заедно с Йохан фон Верт и Ханс Кристоф III фон Пуххайм срещу фелдмаршал Густаф Хорн. През 1644 г. Лоренц IV фон Хофкирхен отива отново при шведите.

## Фамилия
Лоренц IV фон Хофкирхен се жени на 8 декември 1633 г. за Агата фон Йотинген-Йотинген (* 27 декември 1610, Йотинген; † 26 март 1680, Вертхайм), дъщеря на граф Лудвиг Еберхард фон Йотинген-Йотинген (1577 – 1634) и графиня Маргарета фон Ербах (1576 – 1635), дъщеря на граф Георг III фон Ербах (1548 – 1605) и втората му съпруга графиня Анна фон Золмс-Лаубах (1557 – 1586). Бракът е бездетен. Развеждат се през 1649 г. и Агата фон Йотинген-Йотинген се омъжва втори път на 1 октомври 1657 г. в Щутгарт за граф Густав Аксел фон Льовенщайн-Вертхайм-Вирнебург (1632 – 1683).